# Museo de la Ciencia y de la Técnica de Cataluña
El Museo Nacional de la Ciencia y de la Técnica de Cataluña (conocido como mNACTEC) es una institución museística que depende del Departamento de Cultura de la Generalidad de Cataluña.
Su sede central se encuentra en Tarrasa (Vallés Occidental), en una antigua fábrica textil de la Rambla de Egara (n.º 270), edificio que es uno de los principales ejemplos de la arquitectura modernista de Cataluña: el Vapor Aymerich, Amat i Jover, diseñado por el arquitecto Lluís Muncunill i Parellada y construido entre 1907 y 1908.
La denominación de vapor se debe al hecho que la fábrica utilizaba el vapor de agua como fuerza para mover las máquinas. Esta maquinaria todavía se encuentra instalada y es una de las principales atracciones del museo. La antigua fábrica modernista ha sido ampliada con nuevos edificios, de los cuales destaca lo que funciona como vestíbulo de entrada, con una fachada fotovoltaica.
Dentro mismo museo hay, además, una exposición permanente denominada Lluís Muncunill, arquitectura para la industria que muestra las genialidades del arquitecto responsable del edificio, uno de los máximos exponentes del modernismo catalán.

## La fábrica

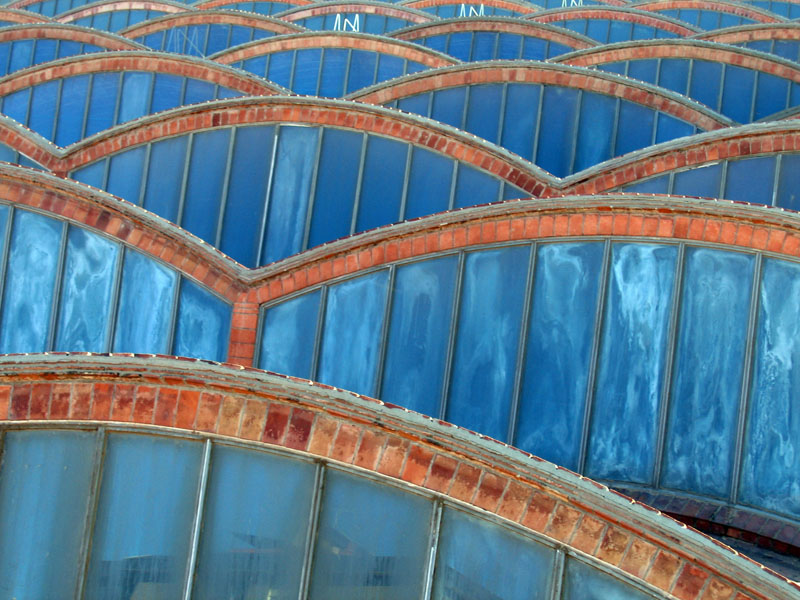
Cubierta de bóveda catalana en el techo del museo.

Al final del siglo XIX, tres industriales egarenses, los señores Josep Aymerich, Pau Amat y Francesc Jover, se asociaron creando la empresa Aymerich, Amat i Jover, para dedicarse a la fabricación de tejidos de lana. Como era costumbre en la época, al principio se instalaron en unas naves de alquiler, en uno de los "vapores" existentes en la ciudad. Entre 1905-1906 los tres industriales decidieron construir su propio vapor. Uno de los socios, el señor Pau Amat, pidió a sus dos compañeros de empresa que el inmueble a construir fuera una sociedad separada jurídicamente, y a todos los efectos, de la compañía textil. Así pues formaron una Sociedad Anónima que sería la propietaria del local. Las obras, dirigidas por el arquitecto Lluís Muncunill, se iniciaron en 1907 y se inauguró el noviembre de 1908. En el año 1912 murió el Sr. Jover y su viuda decidió separarse de la sociedad Aymerich, Amat i Jover, empresa textil lanera, pero no de la inmobiliaria. En la empresa se desarrollaba todo el proceso textil (hilados, tejidos y acabados). La empresa se dividió y los hilados se trasladaron a Fígols en 1920 y Aymerich i Amat se especializó en tejidos. A partir de esta fecha, parte del espacio de la fábrica se alquiló a varias empresas. En el año 1962 quedó gravemente afectada por las riadas de Tarrasa. Finalmente cerró el negocio en el año 1976. La última gran empresa que trabajó dentro de la fábrica fue Manufactura auxiliar, que cerró en 1978. La fábrica fue comprada por la Generalidad de Cataluña en 1983, y posteriormente se convirtió en el Museo de la Ciencia y de la Técnica de Cataluña.

## El espacio textil
Dentro del vapor Aymerich, Amat i Jover se realizaban todos los procesos textiles: se hilaba, se tejía, se teñía y se realizaban los acabados de la lana. Dentro de las naves textiles se organizaba la más diversa maquinaria para facilitar los diferentes procesos. El ruido que se producía en las naves textiles era aterrador y los obreros llegaban a comunicarse prácticamente por signos. En el textil trabajaban hombres y mujeres y la presencia femenina era mayoritaria en algunas secciones como la hilatura. Jóvenes de corta edad (casi niños) también trabajaban. Según los periodos, en la fábrica podían llegar a concentrarse unos cuántos centenares de obreros. En épocas de gran demanda, la fábrica podía llegar a trabajar día y noche y los turnos de trabajadores se sucedían continuamente. De esta forma se optimizaba el rendimiento de las calderas y de la máquina de vapor. Hacia 1913 la jornada de un obrero solía ser de unas 11 horas. Las condiciones de trabajo eran duras: jornadas largas, mucha humedad, aire viciado por el polvo y las briznas de fibra, ruido escalofriante, accidentes,... Los salarios eran bajos y hacían que los obreros llevaran una vida muy austera. Las mujeres acostumbraban a cobrar menos, puesto que su trabajo era menos valorado.

## Exposiciones permanentes
Además de la exposición antes mencionada dedicada a Lluís Muncunill, en el museo se pueden contemplar las siguientes exposiciones permanentes:
- Homo Faber, sobre la evolución tecnológica de la humanidad, desde el Neolítico hasta la Revolución industrial.

- La Fábrica Textil, muestra como funcionaba una empresa industrial lanera a principio del siglo XX.

- Enérgia, explica todo el proceso relacionado con la obtención de energía, en un espacio donde se pueden desarrollar experiencias prácticas e interactivas.

- El Transporte y motos Montesa, colección de ejemplares de varios medios de transporte: coches, camiones, aviones, motos (donde destaca la colección Montesa) y bicicletas. También se exponen varios tipos de motores y una gran maqueta de ferrocarril.

- La terraza del Sol, experimentos interactivos para mostrar qué es y cómo funciona el Sol.

- Mentora Alsina, visita virtual del laboratorio de física de Ferran Alsina.

- Área de interpretación del mNACTEC, espacio multifuncional para acercar los visitantes al patrimonio industrial.

- El cuerpo humano. Cómo soy yo, muestra el funcionamiento del cuerpo humano a través de juegos interactivos que se complementan con una parte de la colección de instrumental médico histórico cedida por la Fundación-Museo de Historia de la Medicina de Cataluña.

## Sistema territorial del mNACTEC

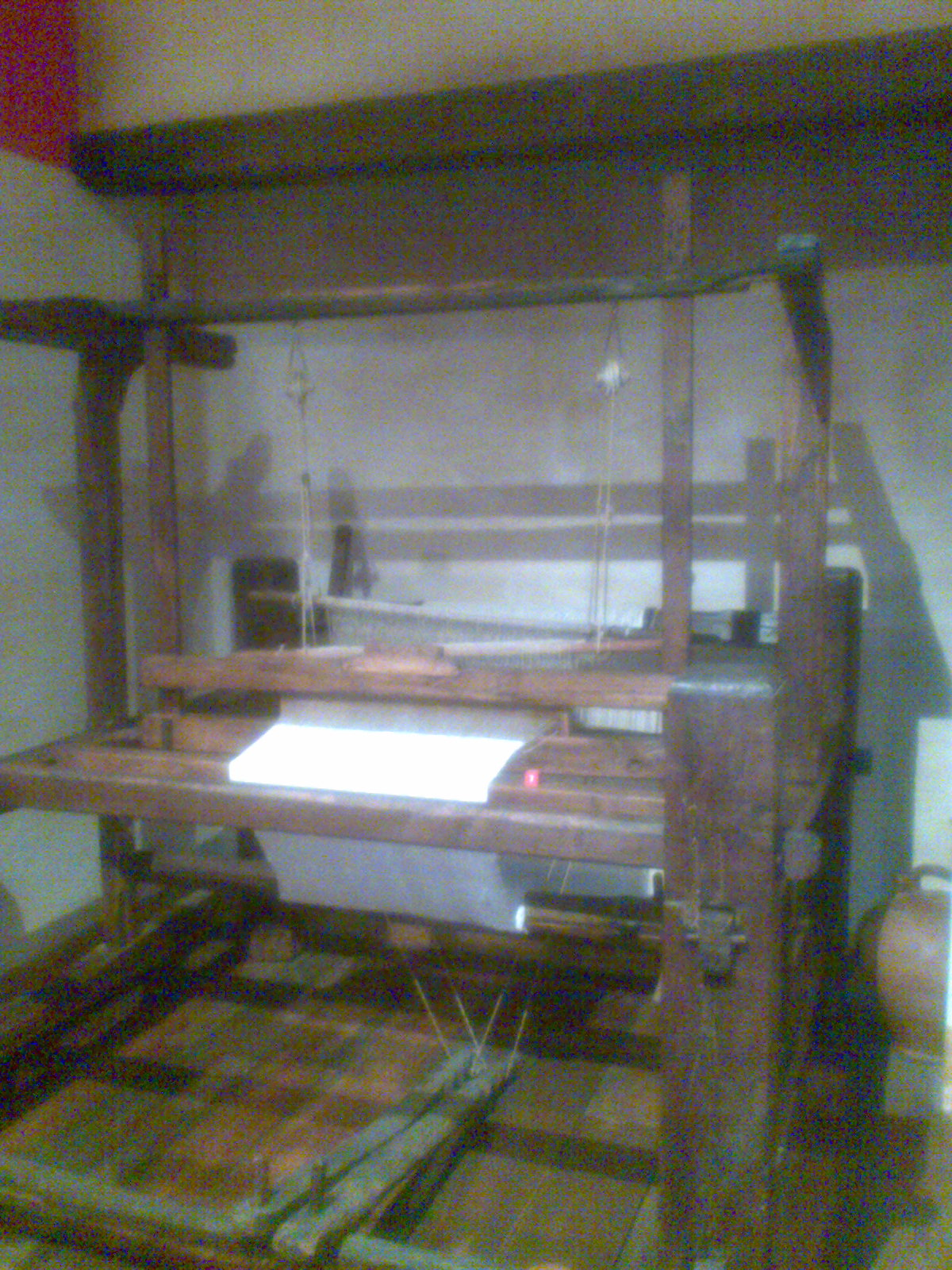
Telar antiguo ubicado en el museo.

El Museo de la Ciencia y de la Técnica de Cataluña articula un sistema de museos y colecciones distribuidos a través del territorio catalán, especializados en distintos ámbitos temáticos de la ciencia y la tecnología:
- Agua
  - Museo de la Técnica de Manresa, en Manresa
- Aguardiente
  -  Fassina Balanyà, en Espluga de Francolí
- Automoción
  - Colección de Automóviles Salvador Claret, en Sils
- Carbón
  - Museo de las Minas de Serchs, en Serchs
- Cemento
  -  Museo del Cemento Asland, en Castellar de Nuch
- Cerámica 
  -  Museo de Cerámica La Rajoleta, en Esplugas de Llobregat
- Corcho
  - Museo del Corcho de Palafrugell, en Palafrugell
- Energía hidroeléctrica
  - Museo Hidroeléctrico de Capdella, en la Torre de Cabdella
- Estampación de tejidos
  -  Museo de la Estampación, en Premiá de Mar
- Ferrocarril
  - Trenes Históricos de Ferrocarriles de la Generalidad de Cataluña, en Barcelona
  - Centro de Interpretación del Ferrocarril, en Mora la Nueva
  - Museo del Ferrocarril de Cataluña, en Villanueva y Geltrú
- Harina
  - Ecomuseo-Harinera de Castellón de Ampurias, en Castellón de Ampurias
- Hierro
  - Herrería Palau de Ripoll, en Ripoll
- Madera
  - Serrería de Áreu, en Areu
  - Museo de la Tornería, en Torelló (en preparación)
- Papel
  - Museo del Molino de Papel de Capellades, en Capellades
- Piel
  -  Museo de la Piel de Igualada y Comarcal de Anoia, en Igualada
- Plomo
  - Museo de las Minas de Bellmunt del Priorato, en Bellmunt del Priorato
- Sal
  -  Parque Cultural de la Montaña de Sal de Cardona, en Cardona
  - Museo de Gerri de la Sal-Alfolí, en Gerri de la Sal
- Textil
  -  Museo de la Colonia Sedó, en Esparraguera
  -  Museo de la Colonia Vidal, en Puigreig
  - Museo Industrial del Ter, en Manlleu
- Zinc
  - Mina Victoria del Valle de Arán, en Viella y Medio Arán